# Habenaria trilobulata
Habenaria trilobulata är en orkidéart som beskrevs av Rudolf Schlechter. Habenaria trilobulata ingår i släktet Habenaria och familjen orkidéer. Inga underarter finns listade i Catalogue of Life.